# 第13回NHK紅白歌合戦
『第13回NHK紅白歌合戦』（だいじゅうさんかいエヌエイチケイこうはくうたがっせん）は、1962年（昭和37年）12月31日に東京宝塚劇場で行われた、通算13回目のNHK紅白歌合戦。21時から23時45分にNHKで生放送された。

## 概要
この回から終了時刻が23時45分に変更され、放送枠が5分拡大された。以後1988年の第39回までこの枠となる。

## 出演者

### 司会者
- 紅組司会：森光子 - 女優。前年の芸術座公演『放浪記』が話題となった。前回は審査員。
- 白組司会：宮田輝 - NHKアナウンサー。『NHKのど自慢』司会。
- 総合司会：石井鐘三郎 - NHKアナウンサー。

両軍司会は前回まで3年連続で担当した中村メイコ（前回の時点で子供が3歳となるのでそろそろ御節料理など日本の正月の風習を教えてあげたい」との理由により同回が最後という条件を出していた）・高橋圭三（この年完全にフリーアナウンサー転身）が揃って降板した。後任には森が初司会、宮田が復帰した。総合司会については、石井鐘三郎が2年ぶりに復帰した。

### 出場歌手
紅組、      白組、      初出場、      返り咲き。
| 曲順 | 組 | 歌手名                         | 回 | 曲目                           |
| ---- | -- | ------------------------------ | -- | ------------------------------ |
| 1    | 白 | 松島アキラ                     | 初 | あゝ青春に花よ咲け             |
| 2    | 紅 | 仲宗根美樹                     | 初 | 川は流れる                     |
| 3    | 白 | 三浦洸一                       | 7  | 別れては昨日の人ぞ             |
| 4    | 紅 | 大津美子                       | 6  | 忘れないで                     |
| 5    | 白 | 飯田久彦                       | 初 | ルイジアナ・マま               |
| 6    | 紅 | 弘田三枝子                     | 初 | ヴァケーション                 |
| 7    | 白 | 芦野宏                         | 8  | カミニート                     |
| 8    | 紅 | 中原美紗緒                     | 7  | フル・フル                     |
| 9    | 白 | ダークダックス                 | 5  | 山男の歌                       |
| 10   | 紅 | ザ・ピーナッツ                 | 4  | ふりむかないで                 |
| 11   | 白 | 春日八郎                       | 8  | 風林火山の歌                   |
| 12   | 紅 | 美空ひばり                     | 7  | ひばりの佐渡情話               |
| 13   | 白 | 北原謙二                       | 初 | 若い二人                       |
| 14   | 紅 | 中尾ミエ                       | 初 | 可愛いベイビー                 |
| 15   | 白 | ジェリー藤尾                   | 2  | 遠くへ行きたい                 |
| 16   | 紅 | 松尾和子                       | 3  | 昔の人                         |
| 17   | 白 | 守屋浩                         | 3  | 大学かぞえうた                 |
| 18   | 紅 | 宮城まり子                     | 8  | ドレミの歌                     |
| 19   | 白 | ダニー飯田とパラダイス・キング | 初 | グッドバイ・ジョー             |
| 20   | 紅 | トリオ・こいさんず             | 初 | ジャンジャン横丁               |
| 21   | 白 | 旗照夫                         | 6  | 私の青空                       |
| 22   | 紅 | 坂本スミ子                     | 2  | エル・クンバンチェロ           |
| 23   | 白 | 坂本九                         | 2  | 一人ぼっちの二人               |
| 24   | 紅 | 吉永小百合                     | 初 | 寒い朝                         |
| 25   | 白 | 三波春夫                       | 5  | 巨匠                           |
| 26   | 紅 | 朝丘雪路                       | 5  | 島育ち                         |
| 27   | 紅 | 江利チエミ                     | 10 | 虹のかなたに                   |
| 28   | 白 | 橋幸夫                         | 3  | いつでも夢を                   |
| 29   | 紅 | 及川三千代                     | 初 | 愛と死のかたみ                 |
| 30   | 白 | 佐川ミツオ                     | 2  | 太陽に向って                   |
| 31   | 紅 | 森山加代子                     | 3  | 五ひきの仔ブタとチャールストン |
| 32   | 白 | 平尾昌章                       | 3  | ツイストNo.1                   |
| 33   | 紅 | スリー・グレイセス             | 初 | ストライク・アップ・ザ・バンド |
| 34   | 白 | デューク・エイセス             | 初 | ドライ・ボーンズ               |
| 35   | 紅 | 五月みどり                     | 初 | おひまなら来てね               |
| 36   | 白 | 藤島桓夫                       | 7  | マドロス慕情                   |
| 37   | 紅 | ペギー葉山                     | 9  | トゥナイト                     |
| 38   | 白 | アイ・ジョージ                 | 3  | ク・ク・ル・ク・ク・パロマ     |
| 39   | 紅 | 越路吹雪                       | 8  | 新土佐節                       |
| 40   | 白 | 森繁久彌                       | 4  | しれとこ旅情                   |
| 41   | 紅 | 楠トシエ                       | 6  | うかれ駒                       |
| 42   | 白 | 植木等                         | 初 | ハイそれまでョ                 |
| 43   | 紅 | こまどり姉妹                   | 2  | 未練ごころ                     |
| 44   | 白 | 和田弘とマヒナ・スターズ       | 4  | 泣かせるね                     |
| 45   | 紅 | 松山恵子                       | 6  | おけさ悲しや                   |
| 46   | 白 | 村田英雄                       | 2  | 王将                           |
| 47   | 紅 | 西田佐知子                     | 2  | アカシアの雨がやむとき         |
| 48   | 白 | フランク永井                   | 6  | 霧子のタンゴ                   |
| 49   | 紅 | 島倉千代子                     | 6  | さよならとさよなら             |
| 50   | 白 | 三橋美智也                     | 7  | 星屑の街                       |

### 選考を巡って
前回の出場歌手の中より今回不選出となった歌手は以下。
- 紅組:淡谷のり子・石井好子・神楽坂浮子・寿美花代・花村菊江・藤沢嵐子・藤本二三代・水谷良重[注釈 3]・雪村いづみ
- 白組:伊藤久男・井上ひろし・神戸一郎・高英男・林伊佐緒・フランキー堺・水原弘

### 演奏
- 白組:NHKオール・スターズ（指揮:奥田宗宏）
- 紅組:スター・ダスターズ（指揮:渡辺弘）
- 東京放送管弦楽団（指揮:藤山一郎、前田磯）
- 合唱:東京放送合唱団

### 審査員
- 長澤泰治 - NHK芸能局長（審査委員長）
- 工藤昭四郎 - 東京都民銀行頭取
- 東郷青児 - 洋画家
- 森英恵 - ファッションデザイナー
- 大山康晴 - 棋士
- 山内一弘 - 大毎オリオンズ外野手
- 佐田の山晋松 - 大相撲・大関
- 藤間紫 - 女優
- 岡田茉莉子 - 女優
- 十返千鶴子 - エッセイスト
- 浪花千栄子 - 女優
- ほか視聴者代表2名

### 他のゲスト
- 淡路恵子
- 渥美清
- 松村達雄
- 柳家金語楼
- 脱線トリオ
- NHK「お笑い三人組」出演者
- ハナ肇とクレージーキャッツ（植木等以外のメンバー）
- 堺駿二
- 平凡太郎

## 当日のステージ・エピソード
- この回初登場となったダニー飯田とパラダイス・キングだが、当時ボーカルは九重佑三子であるも、この時期の「紅白」では男女混合は認められていなかったため、九重は参加しなかった。また橋幸夫は吉永小百合とのデュエットで『いつでも夢を』をヒットさせ、この年の第4回日本レコード大賞を受賞したが、放送では同じ理由で吉永とのデュエットは認められず、橋がソロで歌った。
- 2005年にNHKラジオ第1で放送された特集番組内で、現存するラジオ中継の音声のうち、美空ひばりの歌の音声が紹介された。
- 優勝は白組。
- テレビとラジオで同時中継された。ラジオ中継の録音は現存しているが、テレビ映像は当時のニュースで極一部が紹介されたモノクロ映像のみが現存している。これは放送局用の2インチVTRが当時世に出たばかりで機器・テープ共々非常に高価で大型であり、資料として録画・保存するどころではなかったためである。とはいえ、前回以前の紅白に関しては映像が全く現存していないことから、今回がNHKに紅白歌合戦の映像が現存する最古の回となっている。2003年に放送された「感動プレイバックTV50年」では、美空ひばり、江利チエミ、飯田久彦の歌唱映像が紹介されている。
- 今回使用したマイクロホンは、司会者用はAIWA VM-17(BTS呼称、RV1-1A)、歌手用はNHK放送技術研究所と　SONY の共同開発の真空管マイク C-37A(BTS呼称、CU1-2)
- ビデオリサーチ社による紅白初のテレビ視聴率調査でいきなり80.4%を記録する。

## 後日譚
- 翌年の第14回でも当初森は紅組司会を続投することで内定していたが、スケジュールの都合で断念した（紅組司会は江利チエミに交代）。森の次の紅組司会起用は第29回（1978年）まで待つこととなった。